# هيمينغفورد (كيبك)
هيمينغفورد (بالإنجليزية: Hemmingford, Quebec (village))‏ هي local municipality of Quebec تقع في كندا في Les Jardins-de-Napierville Regional County Municipality. يقدر عدد سكانها بـ 808 نسمة ومساحتها 0.90 كم2 .

## أعلام
- مارتن فيشر